# Verrucaria quercina
Verrucaria quercina är en lavart som beskrevs av Breuss. Verrucaria quercina ingår i släktet Verrucaria och familjen Verrucariaceae.   Inga underarter finns listade i Catalogue of Life.